# Phlebopus beniensis
Phlebopus beniensis är en svampart som först beskrevs av Singer & Digilio, och fick sitt nu gällande namn av Heinem. & Rammeloo 1982. Phlebopus beniensis ingår i släktet Phlebopus och familjen Boletinellaceae.   Inga underarter finns listade i Catalogue of Life.